# Pontgibaud
Pontgibaud is een gemeente in het Franse departement Puy-de-Dôme in de regio Auvergne-Rhône-Alpes en telt 776 inwoners (1999). De plaats maakt deel uit van het arrondissement Riom.

## Geografie
De oppervlakte van Pontgibaud bedraagt 4,6 km², de bevolkingsdichtheid is 168,7 inwoners per km².

## Verkeer en vervoer
In de gemeente ligt spoorwegstation Pontgibaud.
De onderstaande kaart toont de ligging van Pontgibaud met de belangrijkste infrastructuur en aangrenzende gemeenten.

## Demografie
Onderstaande figuur toont het verloop van het inwonertal (bron: INSEE-tellingen).